# Mimusops laurifolia
Mimusops laurifolia är en tvåhjärtbladig växtart som först beskrevs av Peter Forsskål, och fick sitt nu gällande namn av Ib Friis. Mimusops laurifolia ingår i släktet Mimusops och familjen Sapotaceae. Inga underarter finns listade i Catalogue of Life.